# Belén García
Belén García Espinar (L'Ametlla del Vallès, 26 de julho de 1999) é uma piloto profissional de automóveis espanhola. Ela já competiu em diversas categorias bem como Campeonato Espanhol de Fórmula 4, Campeonato de Fórmula Regional Europeia, W Series, FIA Motorsport Games, entre outras.
García foi a primeira mulher a vencer uma corrida de Fórmula 4 na Europa. Ela também conquistou o 'Troféu Feminino' Espanhol de Fórmula 4, tendo lutado com a compatriota Nerea Martí e com a russa Irina Sidorkova.